# Palazzo dell'Unità Africana
Il Palazzo dell'Unità Africana (detto anche Job 600) si trova ad Accra. È stato costruito nel 1965 per ordine di Nkrumah (che ha battezzato l'edificio State House) per ospitare un vertice dell'Organizzazione dell'unità africana nel 1966. Costò all'epoca 20 milioni di dollari.
Il palazzo è un enorme edificio di 12 piani. In 2 costruzioni a parte ci sono una sala riunioni e una sala da ricevimento.
L'edificio subì un importante ammodernamento negli anni duemila per adattarlo a sede di uffici per i parlamentari ghanesi che è terminato nel 2016.

## La State House nel 1966
L'edificio principale era diviso in 60 appartamenti: ogni Capo di Stato e Ministro degli esteri doveva avere il proprio. Ogni appartamento si componeva di 10 stanze, due bagni, una hall ed era sontuosamente arredato. Possedeva anche una piscina, una tipografia, vari ristoranti e caffè, un ufficio postale e un modernissimo impianto di aria condizionata.
La sicurezza era garantita da un complesso sistema di corridoi (non erano rettilinei ma curvi, ellissoidali, a zigzag, inclinati, a tornanti) e mura che rendevano l'edificio facilmente difendibile da attacchi esterni e interni. Era inoltre dotato di un enorme bunker in grado di resistere a massicci bombardamenti attrezzato con linee telefoniche riservate, generatori autonomi, l'ala destra ospitava enormi celle frigorifere in grado di conservare riserve di cibo.